# Toussaint Ferréol-Peltier
Pour les articles homonymes, voir Ferréol et Peltier.
Toussaint Ferréol-Peltier, né le 7 novembre 1792 à Montréal où il est mort le 20 août 1854, est un homme de loi et patriote franco-canadien.

## Biographie
Avocat (2 juillet 1832), Toussaint Ferréol-Peltier préside plusieurs assemblées lors des événements de 1837. Après la bataille de Saint-Denis, il gagne Saint-Eustache avec de Lorimier pour assister Girod et Girouard dans l'organisation des patriotes des Deux-Montagnes. Capturé en 1838, il exerce après l'amnistie de 1842 comme conseiller juridique (1844-1851) puis devient bâtonnier du barreau de Montréal (1849-1852) où il finit sa vie.
Jules Verne le mentionne dans son roman Famille-Sans-Nom (partie 2, chapitre X).